# Vestalis luctuosa
Vestalis luctuosa là loài chuồn chuồn trong họ Calopterygidae. Loài này được Burmeister mô tả khoa học đầu tiên năm 1839.

## Hình ảnh

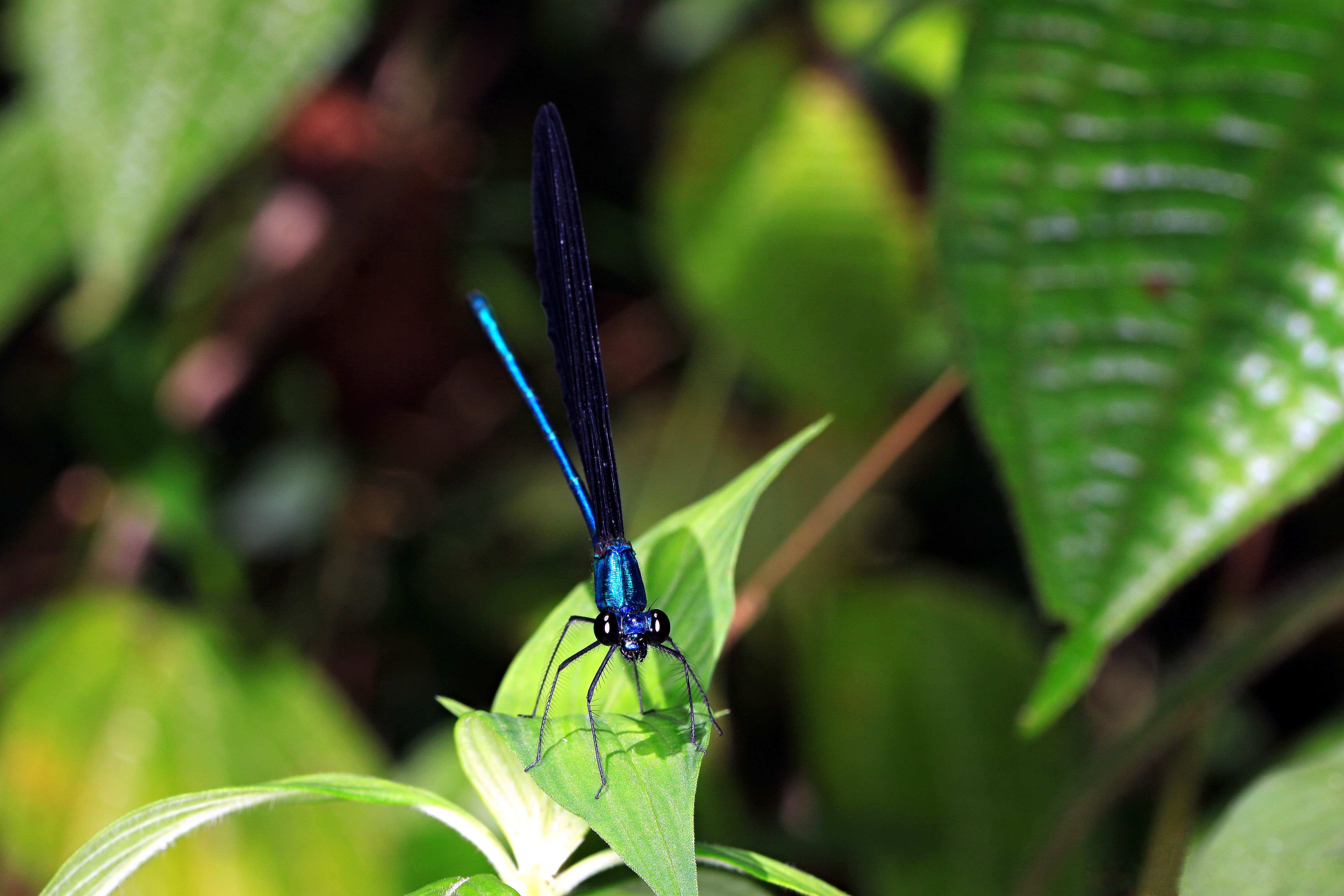